# Фурен (озеро, Япония)
Фурен (Фурэн, Фурен-Ко; яп. 風蓮湖) — солоноватое лагунное озеро на востоке японского острова Хоккайдо. Располагается на территории округа Немуро в префектуре Хоккайдо. Относится к бассейну Охотского моря, сообщаясь с ним через проливы в восточной части озера, впадающие в залив Немуро.
Площадь озера составляет 57,5 км², глубина достигает 13 м. Дно песчаное, со скоплениями водорослей. Протяжённость береговой линии — 94 км.
В него впадают реки Фурен, Яусюбецу и Пон-Яусюбецу. Амплитуда прилива составляет 20-35 см.